# Chaudun
Pour les articles homonymes, voir Chaudun (homonymie).
Chaudun est une commune française située dans le département de l'Aisne en région Hauts-de-France.

### Localisation

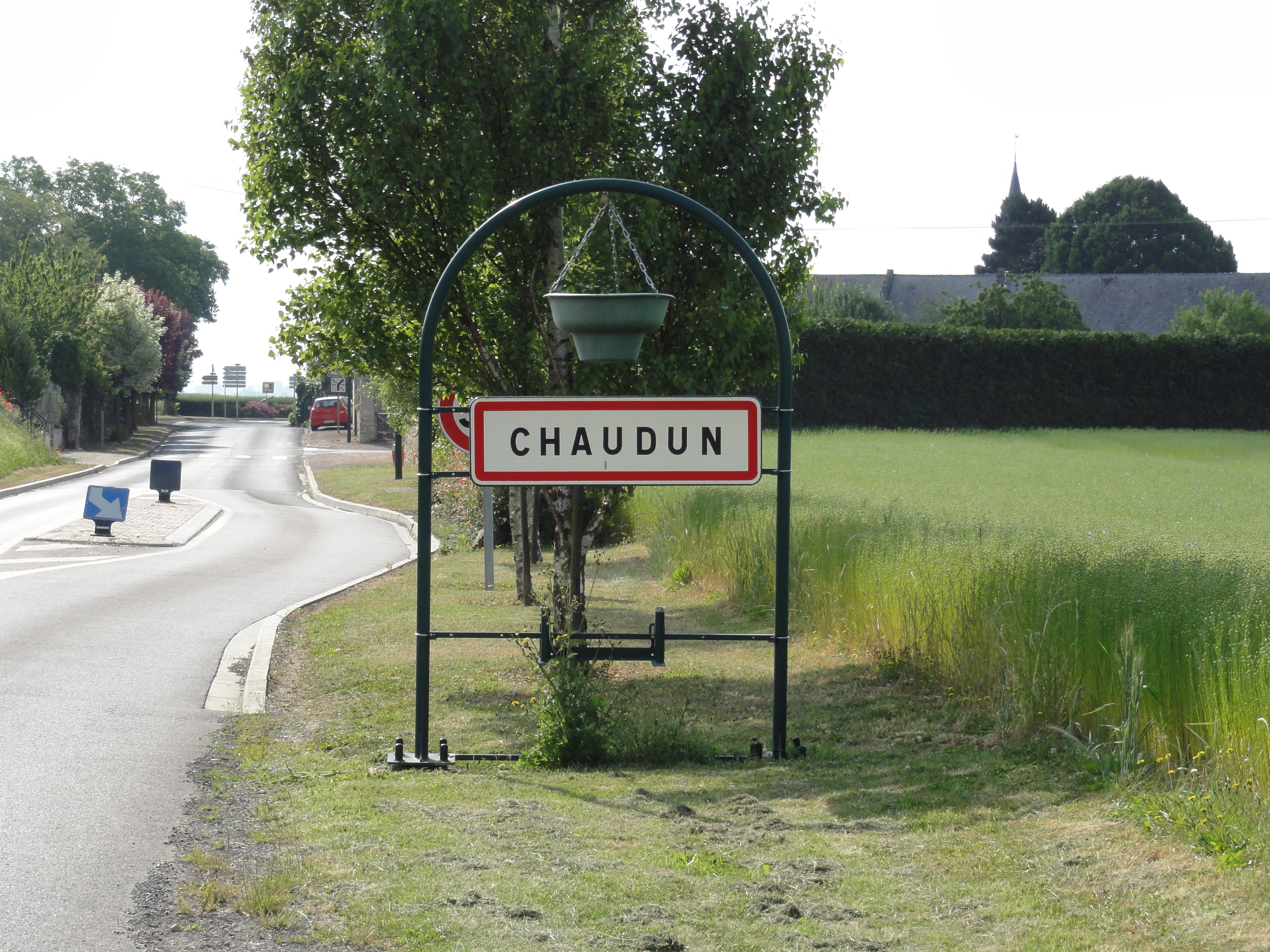
Entrée de Chaudun.

## Géographie

### Hydrographie
La commune est située dans le bassin Seine-Normandie. Elle est drainée par le fossé 01 de la Vallée de Clancy,.

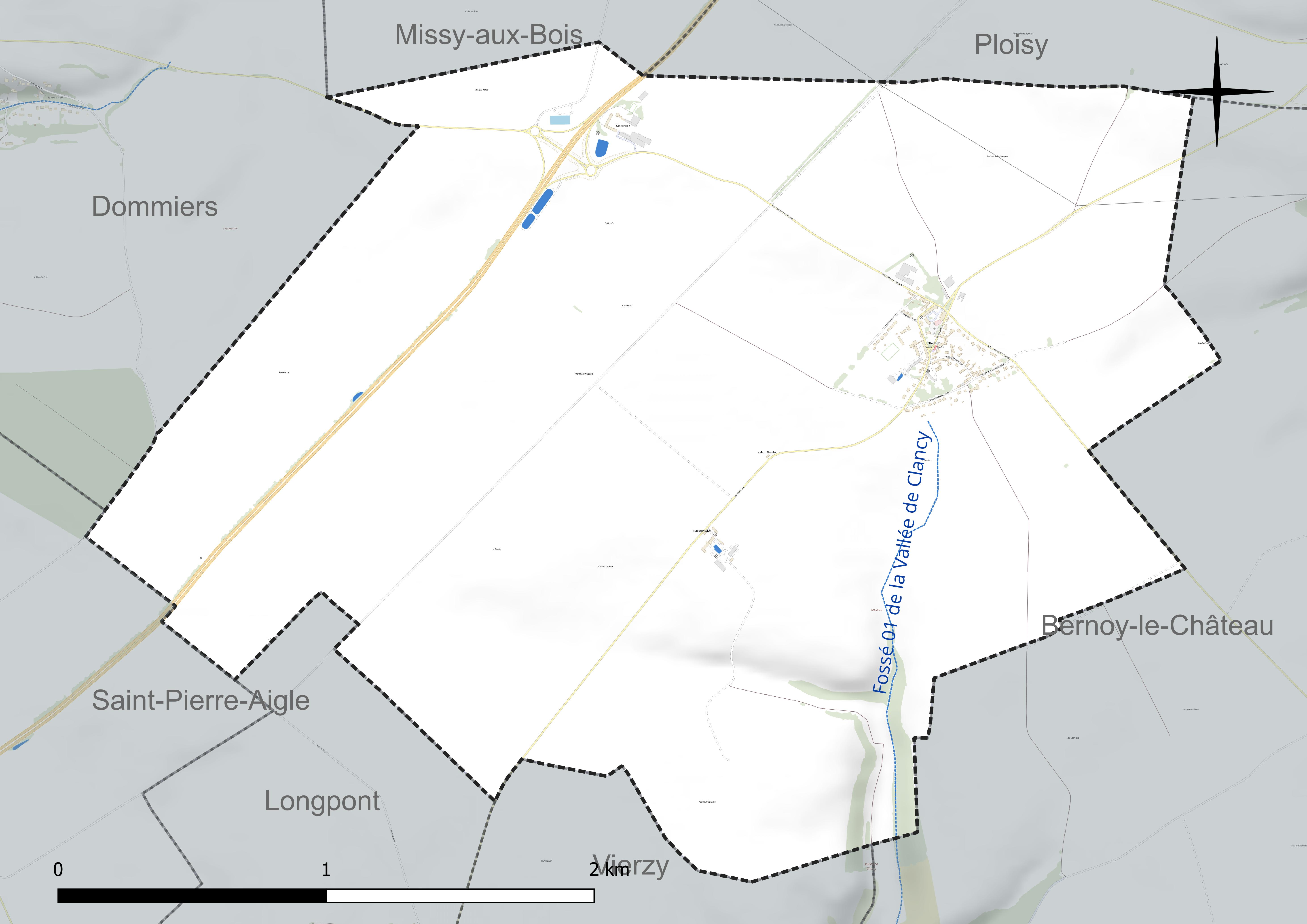
Réseau hydrographique de Chaudun.

### Climat
Pour des articles plus généraux, voir Climat des Hauts-de-France et Climat de l'Aisne.
En 2010, le climat de la commune est de type climat océanique dégradé des plaines du Centre et du Nord, selon une étude du CNRS s'appuyant sur une série de données couvrant la période 1971-2000. En 2020, Météo-France publie une typologie des climats de la France métropolitaine dans laquelle la commune est exposée à un climat océanique altéré et est dans la région climatique Nord-est du bassin Parisien, caractérisée par un ensoleillement médiocre, une pluviométrie moyenne régulièrement répartie au cours de l'année et un hiver froid (3 °C).
Pour la période 1971-2000, la température annuelle moyenne est de 10,3 °C, avec  une amplitude thermique annuelle de 15,2 °C. Le cumul annuel moyen de précipitations est de 737 mm, avec 11,6 jours de précipitations en janvier et 8,7 jours en juillet. Pour la période 1991-2020 la température moyenne annuelle observée sur la station météorologique la plus proche, située sur la commune de Braine à 20 km à vol d'oiseau, est de 11,3 °C et le cumul annuel moyen de précipitations est de 662,7 mm,. Pour l'avenir, les paramètres climatiques de la commune estimés pour 2050 selon différents scénarios d'émission de gaz à effet de serre sont consultables sur un site dédié publié par Météo-France en novembre 2022.

## Urbanisme

### Typologie
Au 1er janvier 2024, Chaudun est catégorisée commune rurale à habitat dispersé, selon la nouvelle grille communale de densité à 7 niveaux définie par l'Insee en 2022.
Elle est située hors unité urbaine. Par ailleurs la commune fait partie de l'aire d'attraction de Soissons, dont elle est une commune de la couronne,. Cette aire, qui regroupe 92 communes, est catégorisée dans les aires de 50 000 à moins de 200 000 habitants,.

### Occupation des sols
L'occupation des sols de la commune, telle qu'elle ressort de la base de données européenne d'occupation biophysique des sols Corine Land Cover (CLC), est marquée par l'importance des territoires agricoles (100 % en 2018), une proportion identique à celle de 1990 (100 %). La répartition détaillée en 2018 est la suivante : 
terres arables (100 %).
L'évolution de l'occupation des sols de la commune et de ses infrastructures peut être observée sur les différentes représentations cartographiques du territoire : la carte de Cassini (XVIIIe siècle), la carte d'état-major (1820-1866) et les cartes ou photos aériennes de l'IGN pour la période actuelle (1950 à aujourd'hui).

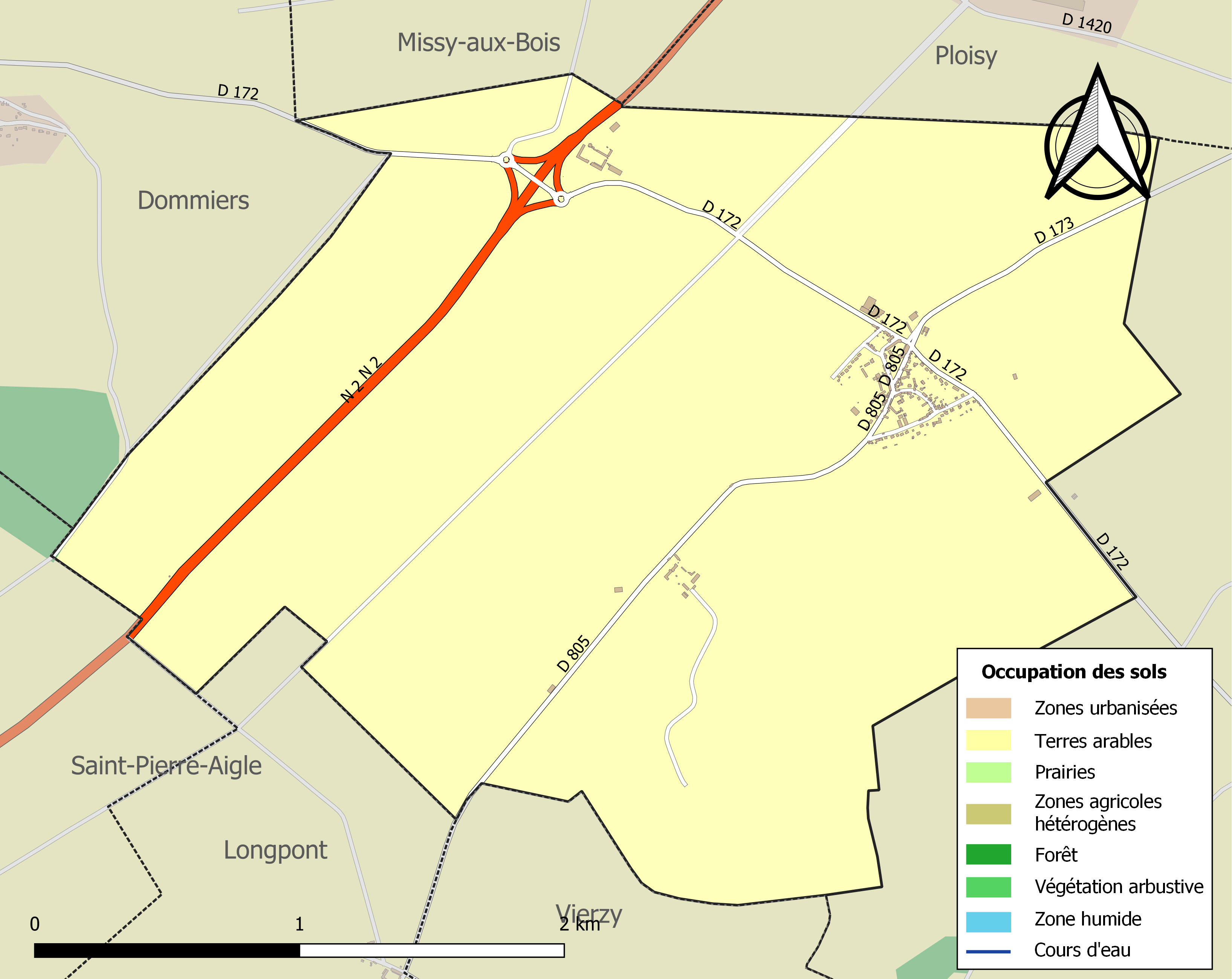
Carte des infrastructures et de l'occupation des sols de la commune en 2018 (CLC).

## Toponymie
Le nom de la localité est attesté sous les formes Caudunum (1147) ; Chaldun (1157) ; Caldun (1184) ; Caldunum (1179) ; Cusdunum (1199) ; Cosdunum (1210) ; Chaudunum (1219) ; Mons de Chauduin (1231) ; Chauldun (1184).
Du gaulois caleto, « dur » et du radical indo-européen *dhun-, associant un relief et un habitat défendu « dune », à l’origine d’une racine celtique *dhuno dont le premier sens aurait été « clôture, zone enclose », d’où le gaulois  dūnum qui a pris le sens de « citadelle, enceinte fortifiée » et, par métonymie, celui de « colline, mont » puisque la plupart des citadelles étaient bâties sur des hauteurs.

## Histoire
- Chaudun dépendait jusqu'en 1100 de l'abbaye Notre Dame de Soissons. Entièrement déserté par ses habitants, l'abbaye de Saint-Jean-des-Vignes de Soissons à établi un accord avec l'abbaye Notre-Dame afin de repeupler le village.
- La première église, datant du XIIIe siècle, a été détruite la guerre de Cent ans. Mis à part l'escalier nord qui semble plus ancien, elle semble avoir été entièrement rebâtie au XVIè siècle : le chœur au tout début de ce siècle, la nef et les collatéraux en 1564. Fortement endommagée en juillet 1918, elle a été restaurée en y intégrant quelques modifications. Elle est maintenant sous le patronage de Notre Dame de l'Assomption.
- 1917-1918 : un aérodrome militaire accueillant notamment l'escadrille de chasse SPA 84 a été installé à proximité de la ferme Maison-Neuve.
- Le 31 mai 1918, durant la bataille de la Marne (1918), des tranchées étaient situées sur le territoire de la commune. Ce jour-là, la Division marocaine, la 35e division d'infanterie et la 51e division d'infanterie s'élancent en contre-attaque contre trois divisions allemandes. Les divisions subissent de lourdes pertes[14]. L'assaut est accompagné du 501e régiment de chars de combat qui possède des chars Renault FT. Les combats se situent entre Missy-aux-Bois et Chaudun[15].

## Politique et administration

### Découpage territorial
La commune de Chaudun est membre de la communauté de communes du Canton d'Oulchy-le-Château, un établissement public de coopération intercommunale (EPCI) à fiscalité propre créé le 30 décembre 1994 dont le siège est à Oulchy-le-Château. Ce dernier est par ailleurs membre d'autres groupements intercommunaux.
Sur le plan administratif, elle est rattachée à l'arrondissement de Soissons, au département de l'Aisne et à la région Hauts-de-France. Sur le plan électoral, elle dépend du  canton de Villers-Cotterêts pour l'élection des conseillers départementaux, depuis le redécoupage cantonal de 2014 entré en vigueur en 2015, et de la cinquième circonscription de l'Aisne  pour les élections législatives, depuis le dernier découpage électoral de 2010.

### Administration municipale
| Période                                  | Période                   | Identité           | Étiquette | Qualité                                    |
| ---------------------------------------- | ------------------------- | ------------------ | --------- | ------------------------------------------ |
| avant 1874                               | après 1875                | Delizy             |           |                                            |
| Les données manquantes sont à compléter. |                           |                    |           |                                            |
| 1971                                     | 2001                      | Bernard Aubert     |           | (décédé en 2001)                           |
| 2001                                     | 2018                      | Philippe du Roizel | DVD       | Retraité de l'agriculture                  |
| novembre 2018                            | En cours (au 26 mai 2020) | Jérôme Aubert      |           | Agriculteur Réélu pour le mandat 2020-2026 |

## Démographie
L'évolution du nombre d'habitants est connue à travers les recensements de la population effectués dans la commune depuis 1793. Pour les communes de moins de 10 000 habitants, une enquête de recensement portant sur toute la population est réalisée tous les cinq ans, les populations de référence des années intermédiaires étant quant à elles estimées par interpolation ou extrapolation. Pour la commune, le premier recensement exhaustif entrant dans le cadre du nouveau dispositif a été réalisé en 2008.

En 2022, la commune comptait 244 habitants, en évolution de −2,01 % par rapport à 2016 (Aisne : −1,97 %, France hors Mayotte : +2,11 %).
| 1793 | 1800 | 1806 | 1821 | 1831 | 1836 | 1841 | 1846 | 1851 |
| ---- | ---- | ---- | ---- | ---- | ---- | ---- | ---- | ---- |
| 213  | 185  | 174  | 201  | 202  | 191  | 224  | 197  | 224  |

| 1856 | 1861 | 1866 | 1872 | 1876 | 1881 | 1886 | 1891 | 1896 |
| ---- | ---- | ---- | ---- | ---- | ---- | ---- | ---- | ---- |
| 195  | 191  | 202  | 191  | 216  | 222  | 201  | 200  | 199  |

| 1901 | 1906 | 1911 | 1921 | 1926 | 1931 | 1936 | 1946 | 1954 |
| ---- | ---- | ---- | ---- | ---- | ---- | ---- | ---- | ---- |
| 195  | 194  | 200  | 182  | 258  | 277  | 269  | 288  | 260  |

| 1962 | 1968 | 1975 | 1982 | 1990 | 1999 | 2006 | 2008 | 2013 |
| ---- | ---- | ---- | ---- | ---- | ---- | ---- | ---- | ---- |
| 222  | 234  | 294  | 257  | 287  | 282  | 265  | 260  | 252  |

| 2018 | 2022 | - | - | - | - | - | - | - |
| ---- | ---- | - | - | - | - | - | - | - |
| 250  | 244  | - | - | - | - | - | - | - |

## Enseignement et vie sociale

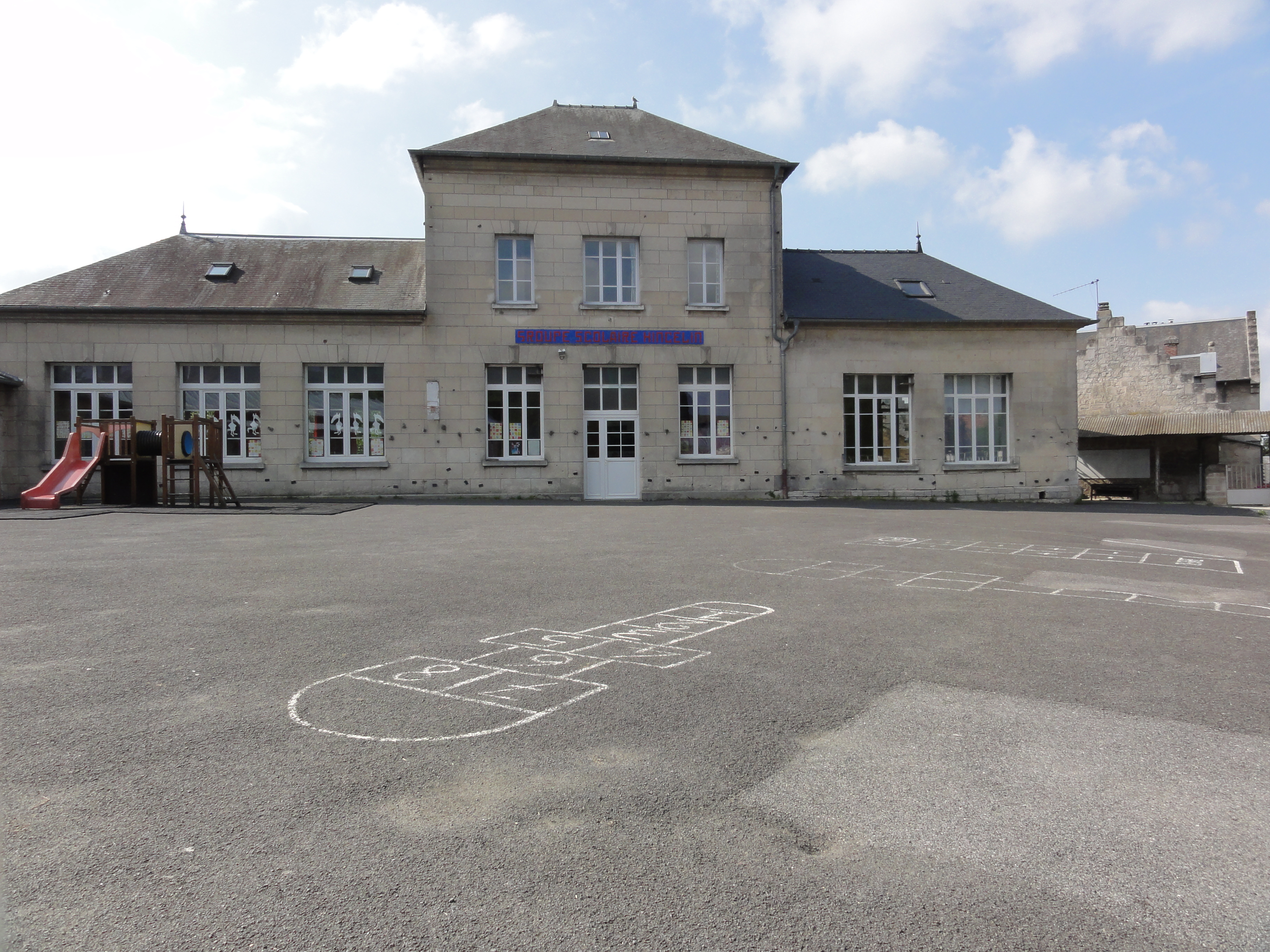
École.
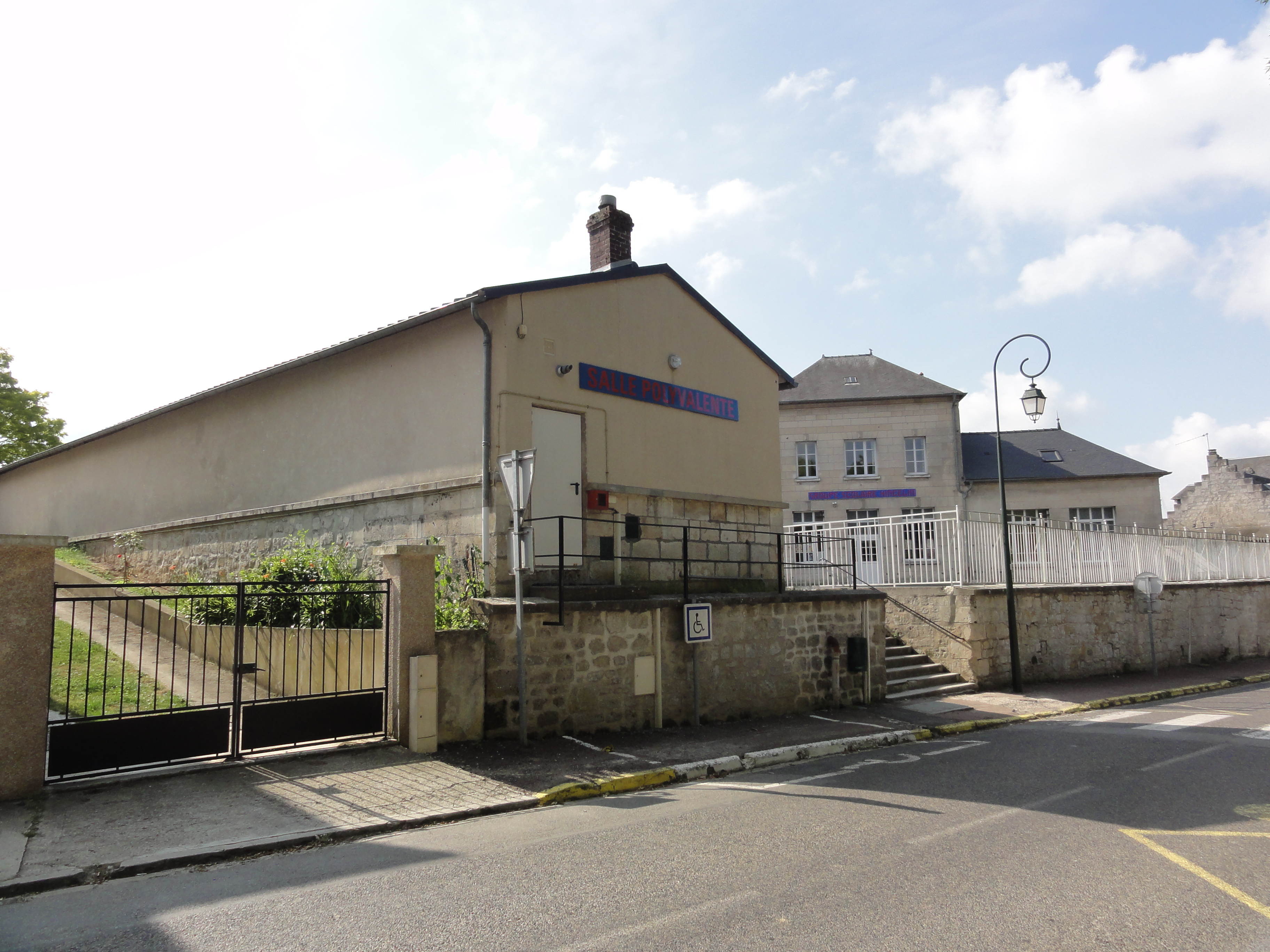
Salle polyvalente.

## Culture locale et patrimoine

### Lieux et monuments
- Église de l'Assomption de Chaudun.
- Monument Louis Jaurès, fils de Jean Jaurès.
- Monument Mangin 1914-1918.
- Plaque commémorant le premier engagement des chars Renault en 1918 (visible à l'angle d'une ferme, à un croisement à l'entrée du village).
- Monument érigé sur la route de Paris entre Cravançon et Vertes-Feuilles à la gloire des soldats français et alliés, combats de mai à juillet 1918, architecte Henri Bouldoire.
- Travail à ferrer.

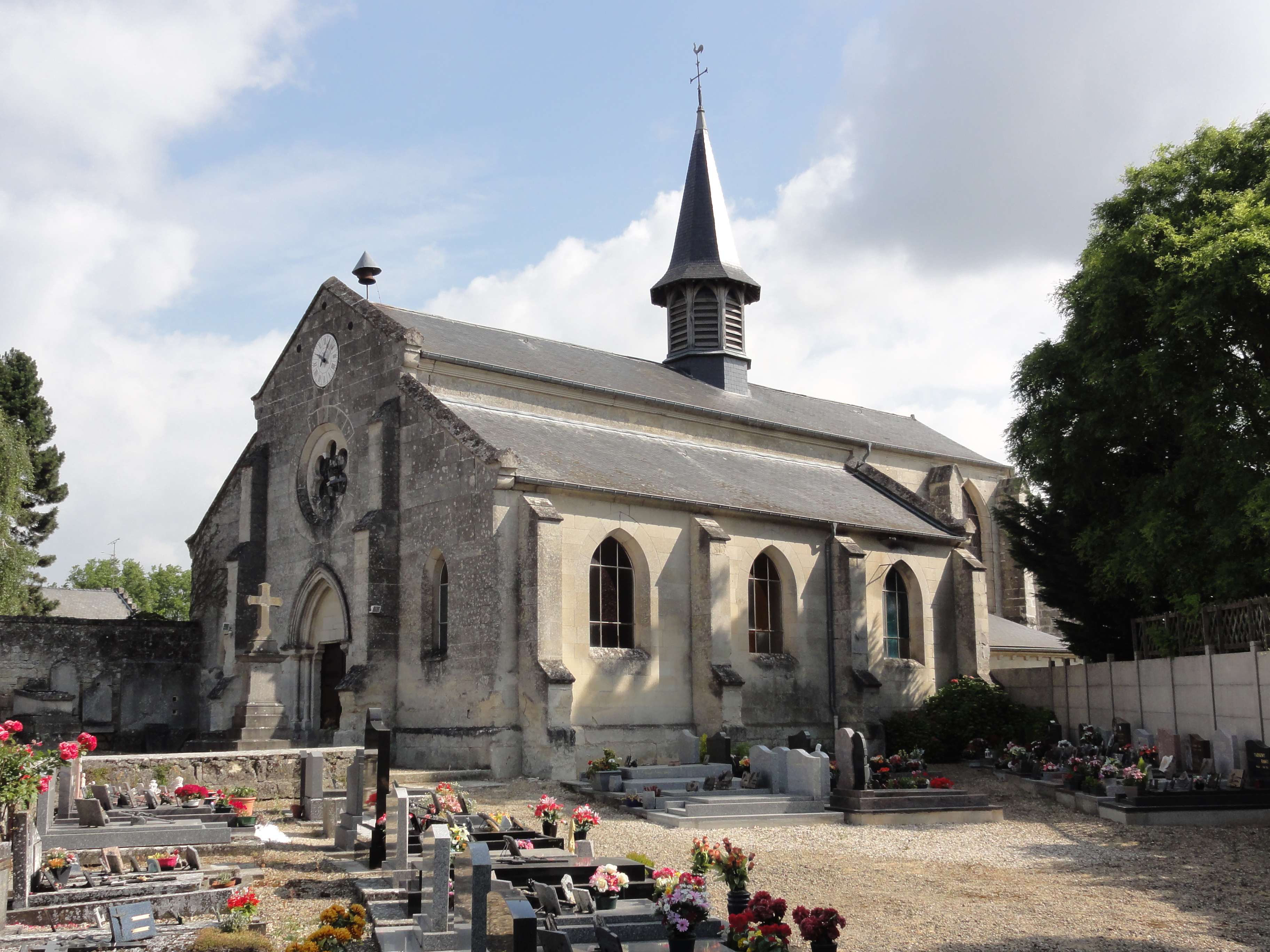
Église Notre-Dame.
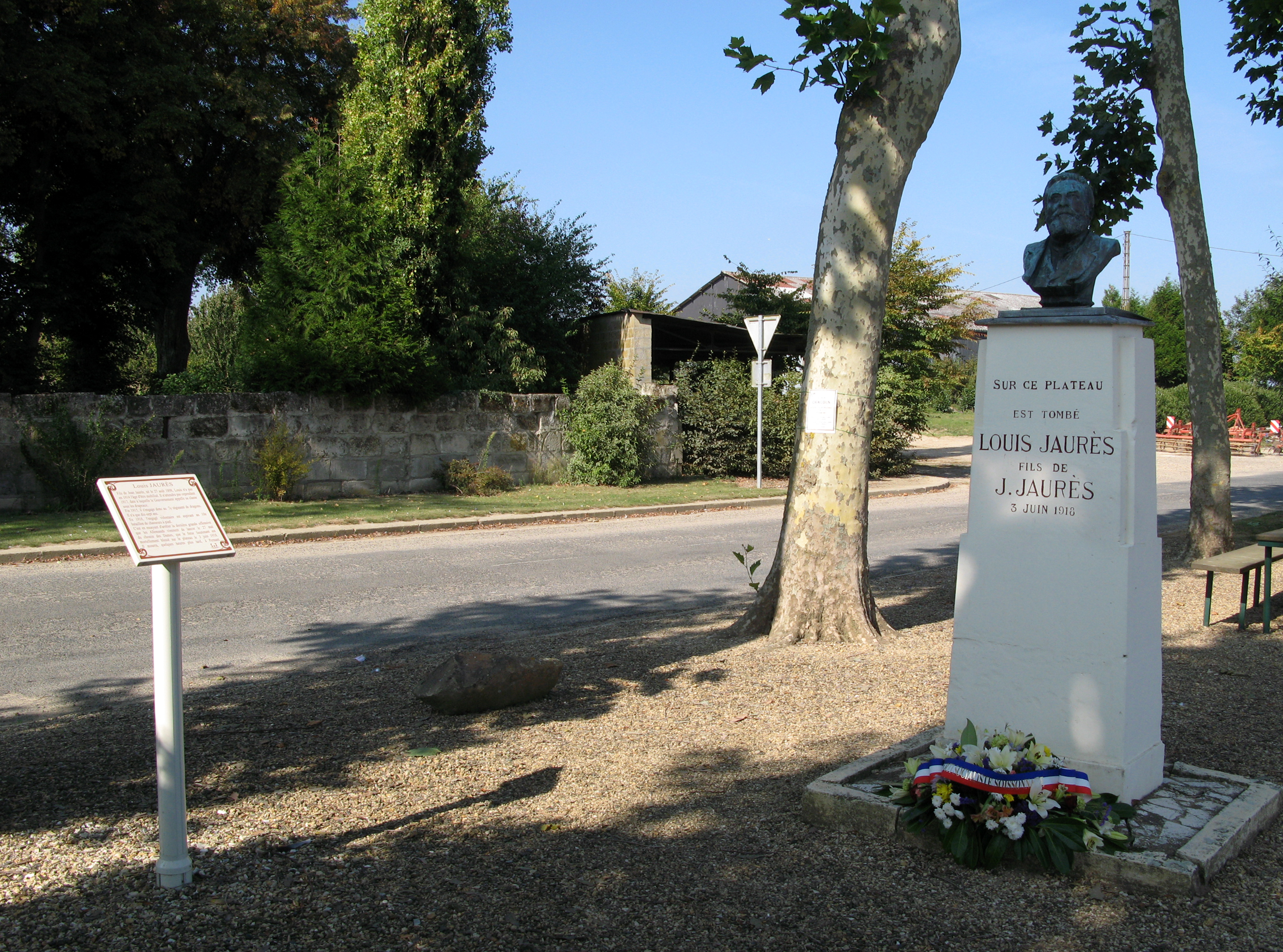
Monument en l'honneur de Louis Jaurès, fils de Jean Jaurès, mort pour la France.
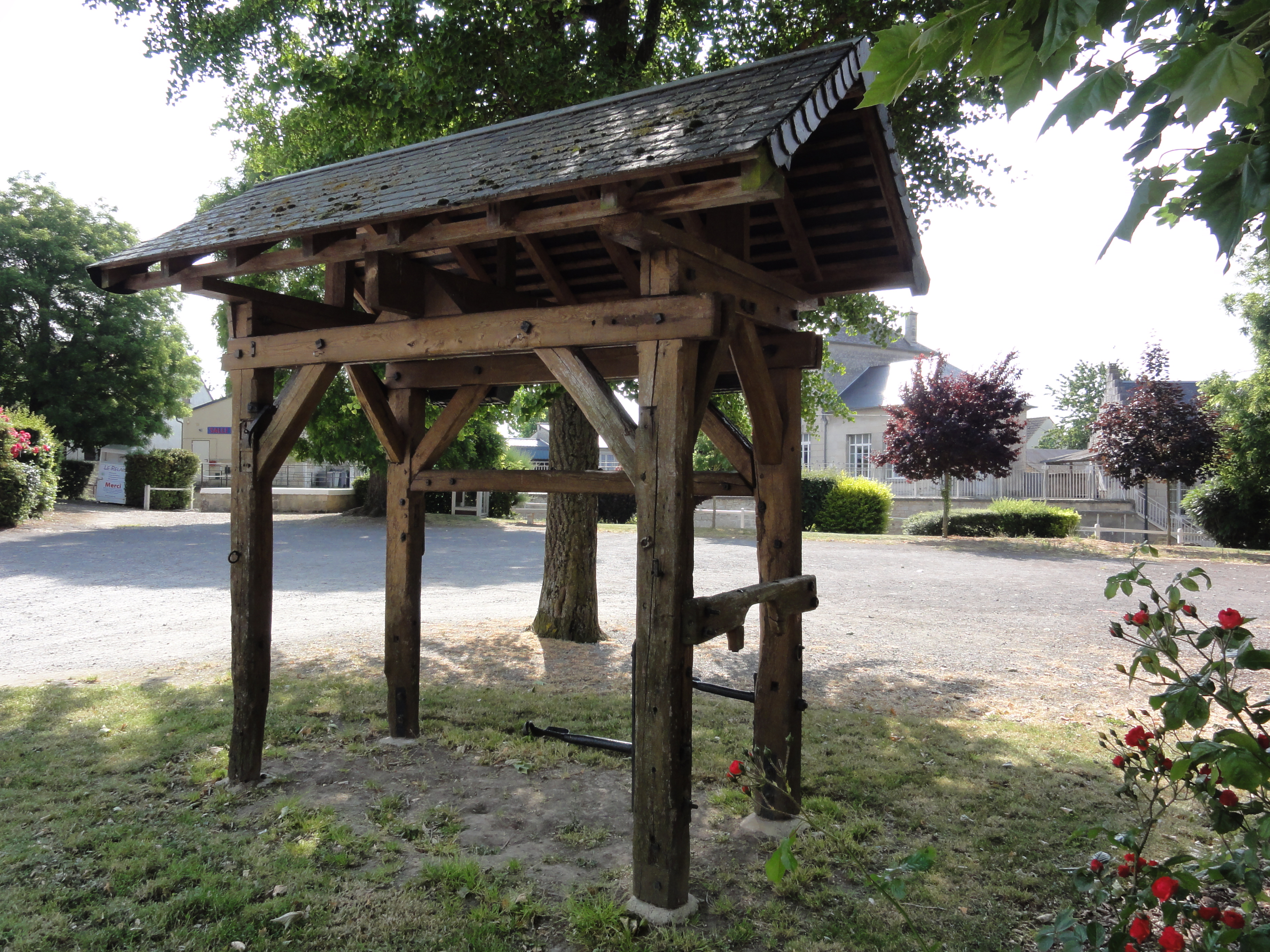
Travail à ferrer.

## Pour approfondir